# Prapratnica
Prapratnica je naseljeno mjesto u općini Neum, Federacija BiH, BiH.
Nalazi se na magistralnoj prometnici Neum – Stolac – Mostar M-17.3 na dvadesetom kilometru od grada Neuma. Selo je sastavljeno je od tri zaseoka i to: Obadi (Potkapina), Džone i Putice nekada i Novković (Obodina), Butigani i Putica. 

## Povijest
Selo se spominje u „Poimeničnome popisu sandžaka vilajeta Hercegovine” 1475. – 1477. pod nazivom Prapratna te u izvještaju splitskoga dominikanca Danijela iz 1589. pod nazivom Prapratniza. U Prapratnici se 1875. odvila Bitka kod Prapratnice između hercegovačkih ustanika i Osmanlija.

## Stanovništvo

### 1991.
Nacionalni sastav stanovništva 1991. godine, bio je sljedeći:
ukupno: 89
- Hrvati – 89

### 2013.
Nacionalni sastav stanovništva 2013. godine, bio je sljedeći:
ukupno: 52
- Hrvati – 52

## Znamenitosti
U središnjem dijelu sela na magistralnoj prometnici izrađena je kapelica, zadužbina obitelji Putica.
U kulturno-povijesne spomenike mogu se spomenuti stare "grčke-grobnice" ploče "stećci" na lokalitetu Lišća i iznad starog rimokatoličkog groblja u Prapratnici, seoska čatrnja s okruglim ograđenim slivnikom na lokaciji tkz. Lokva, te rimokatolička crkva Sv. Mihovila novije izgradnja. Značajan objekt starije ahitekture je obiteljska kuća "tavan s čardakom" obitelji Obad (staro prezime Bronzići) zvani po nadimku "rezekovići". Građevina je izgađena od domaćeg autohonog kamena sivca s ovalnim svodovima u "ćemeru". U prizemlju objekta je prostor namjenejn za podrum, a na katu za stanovanje (ognjište, starinski kamin, žrnje, ambari i slično.

### Članci
- Vidović, Domagoj. 2009. Gradačka toponimija. Folia onomastica Croatica. Zavod za lingvistička istraživanja HAZU. Zagreb.  (18): 171–221